# Chlorophytum sofiense
Chlorophytum sofiense är en sparrisväxtart som först beskrevs av Joseph Marie Henry Alfred Perrier de la Bâthie, och fick sitt nu gällande namn av Wessel Marais och Jacqueline Reilly. Chlorophytum sofiense ingår i släktet ampelliljor, och familjen sparrisväxter. Inga underarter finns listade i Catalogue of Life.